# 干河沿
32°02′56″N 118°46′50″E / 32.0489988°N 118.7805538°E

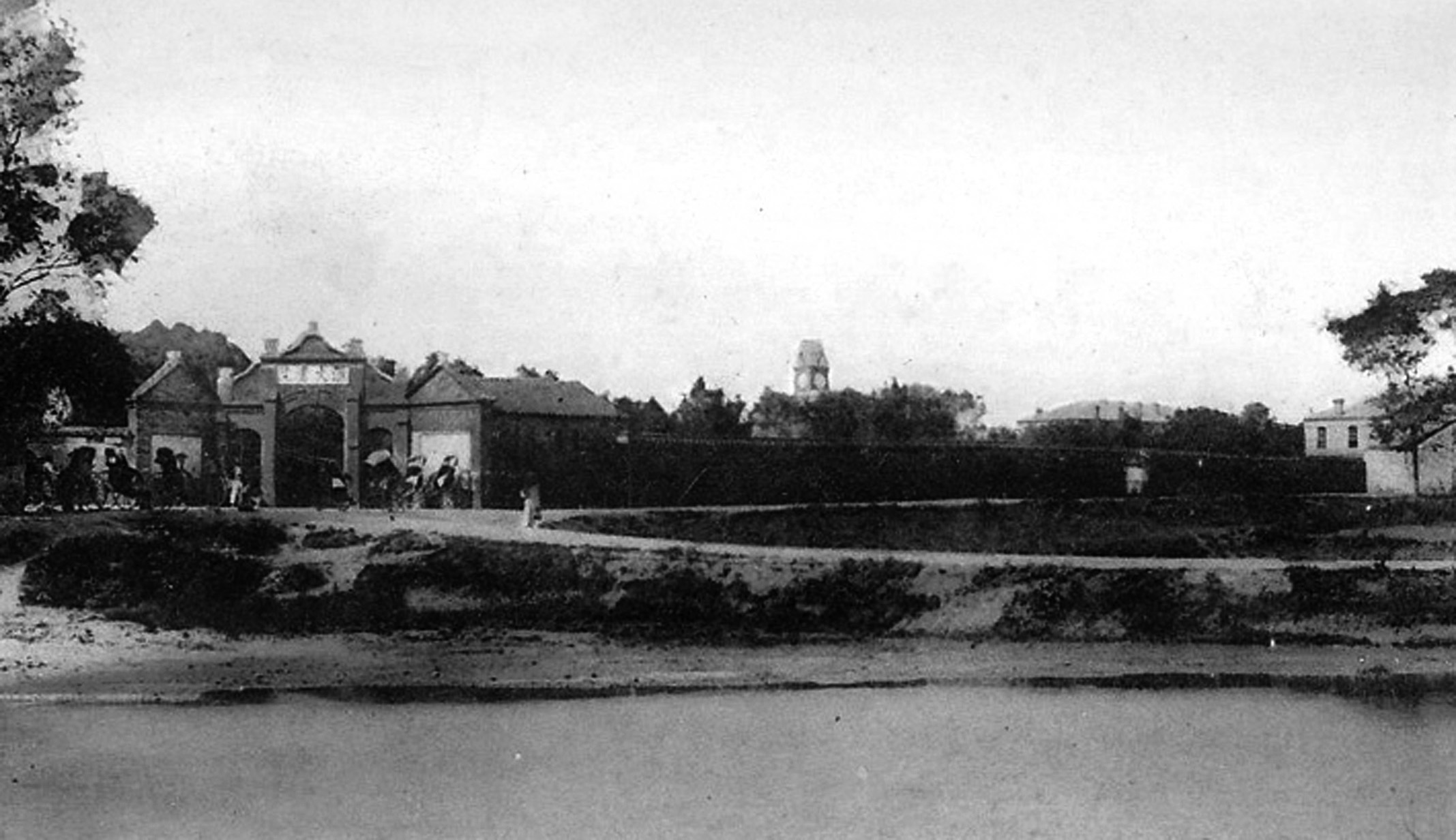
清末干河沿，汇文书院大门。

干河沿，位于南京市鼓楼区，原为杨吴时所凿杨吴城濠的一部分。至明代，西来之水已断，断处地名“干河沿”，清代时成为清池水田。1888年，美以美会在此创办汇文书院。周围有干河沿前街、后街、北街，1966年建干河沿桥。